# بني ويس (السبرة)

تعديل مصدري - تعديل

بني ويس محلة تابعة لقرية الحقل، التابعة لعزلة بلادالجماعي بمديرية السبرة إحدى مديريات محافظة إب في الجمهورية اليمنية.، بلغ تعداد سكانها 60 حسب تعداد اليمن لعام 2004.